# Parlamentswahlen in Osttimor 2017

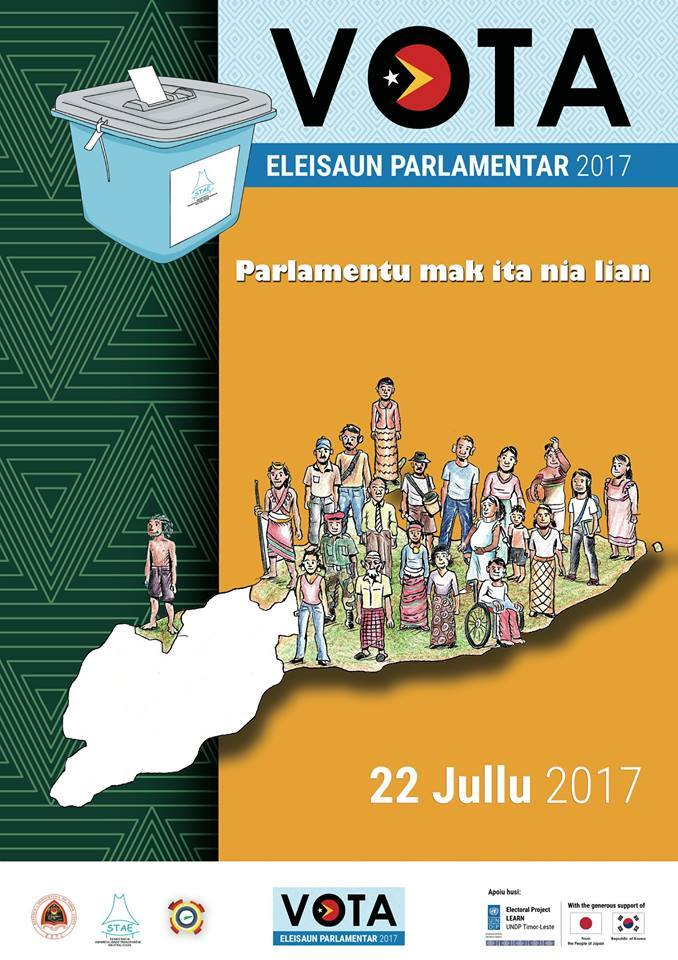
Wahlaufruf für die Parlamentswahlen 2017

Die regulären Parlamentswahlen in Osttimor 2017 entschieden über die Zusammensetzung des vierten Nationalparlaments Osttimors (Parlamento Nacional de Timor-Leste). Sie fanden am 22. Juli 2017 statt.

## Politische Situation vor den Wahlen

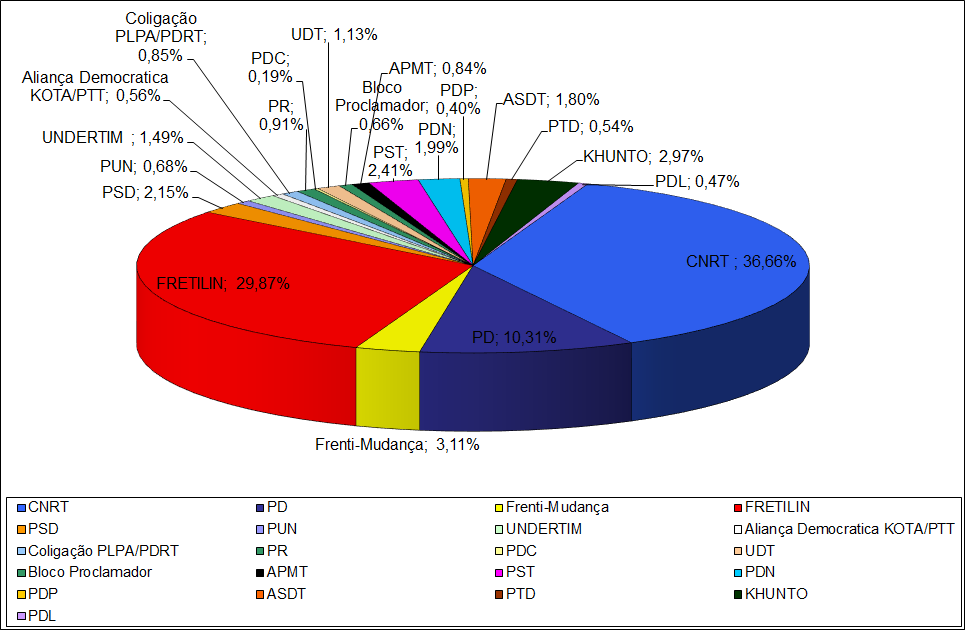
Ergebnis der Wahlen 2012

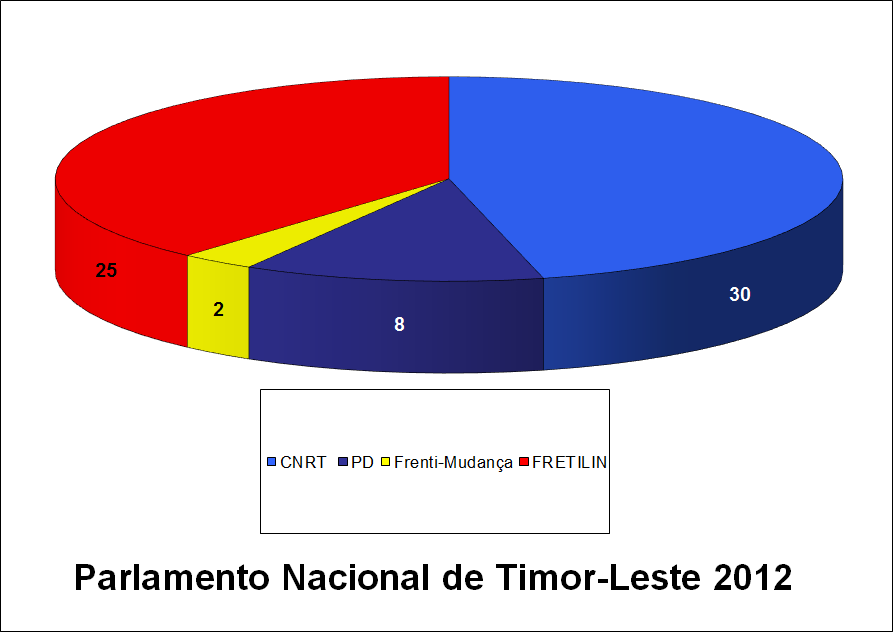
Sitzverteilung im Nationalparlament seit den Wahlen 2012

Nach den Wahlen 2012 hatte sich zunächst eine Koalition aus Congresso Nacional da Reconstrução Timorense (CNRT), Partido Democrático (PD) und Frenti-Mudança (FM) gebildet. Mit Abtritt von Premierminister Xanana Gusmão, der damit einen Generationenwechsel einleiten wollte, kamen auch Vertreter der FRETILIN in das Regierungskabinett. Neuer Premier wurde am 16. Februar 2015 Rui Maria de Araújo von der FRETILIN. Da nun eine parlamentarische Opposition fehlte, sah Staatspräsident Taur Matan Ruak die Notwendigkeit, selbst diese Rolle zu übernehmen, was zu mehreren Konflikten zwischen Präsident und Regierung führte. Über den Streit kam es auch zum Zerwürfnis zwischen CNRT und PD und zum Bruch des Bündnisses zwischen den beiden Parteien. Die PD-Mitglieder wurden aus dem Parlamentspräsidium gewählt, das danach nur noch aus CNRT-Vertretern bestand. Die PD-Mitglieder im Kabinett blieben aber im Amt und verließen stattdessen ihre Partei.
Besondere Aufmerksamkeit wird der Partidu Libertasaun Popular PLP zuteil. Die 2015 neugegründete Partei wird von Taur Matan Ruak in die Parlamentswahlen angeführt, der – um Premierminister werden zu können – nicht mehr bei den vorhergehenden Präsidentschaftswahlen 2017 antrat. Die PLP tritt in derselben Wählerklientel wie die PD an, was der älteren Partei Stimmen kosten könnte. Nach dem plötzlichen Tod des Parteiführers der PD Fernando de Araújo 2015 war allerdings die lebendige Kampagne des PD-Kandidaten António da Conceição, der mit 32 % den zweiten Platz holte, eine Überraschung. Jedoch wurde er im Wahlkampf noch von der PLP und der KHUNTO unterstützt.
Der Frenti-Mudança werden Schwierigkeiten bescheinigt, zumal sich mit Jorge da Conceição Teme einer ihrer Top-Politiker der PLP zugewandt hat.
Beobachter spekulierten, dass es zu Verschiebungen im Machtgefüge kommen würde. Die jüngere Generation hat eine schwächere Bindung zu den alten Helden des Unabhängigkeitskampfes und mehr die Themen Bildung und Arbeitsplätze im Auge. Das könne auf Kosten der FRETILIN und des CNRT gehen. Mehr Einfluss als die traditionellen Medien werden Facebook und andere Netzwerke haben, die bei der jungen Generation sehr beliebt sind.
Bei einer landesweiten Umfrage vom International Republican Institute im November 2016 gaben 98 % der 1200 Befragten an, sie planten, wählen zu gehen. 72 % erwarten, dass es dem Land im nächsten Jahr besser gehen werde, und 49 % sehen es schon jetzt auf dem richtigen Weg. 29 % der Befragten sind der Meinung, dass die Regierung eine sehr gute Arbeit macht, 45 % nennen die Arbeit gut. 44 % nennen sich als der FRETILIN nahestehend, 75 % haben eine positive Einstellung zu der Partei. Als wichtigstes Problem sahen 29 % den Zustand der Straßen im Land. 32 % fanden, dieser hätte sich im letzten Jahr verschlechtert, 29 % sahen eine Verbesserung. Eine Mehrheit der Befragten sah Verbesserungen in den Bereichen Gesundheitsversorgung (79 %), Bildung (78 %) und Stromversorgung (71 %). 66 % haben Angst vor gewalttätigen Ausschreitungen im Umfeld der Wahlen.

## Rechtlicher Hintergrund
Die Regierung änderte 2016 einige Bestimmungen im Wahlgesetz. Exil-Osttimoresen erhielten ein Wahlrecht. Dafür müssen sie sich registrieren, was zu Problemen führt. So gibt es eine größere osttimoresische Gemeinde in Irland und dem Vereinigten Königreich. Ihre Mitglieder müssen sich aber in der Botschaft in Lissabon registrieren lassen. In Australien, wo 20.000 Wahlberechtigte (bei insgesamt 70.000 Osttimoresen) erwartet werden, soll es mehrere Registrierungsstellen geben. In Portugal und auf den Britischen Inseln leben etwa 20.000 Osttimoresen, wovon etwa 8.000 wahlberechtigt sein dürften. In Osttimor selbst waren bis August 2016 728.363 Wahlberechtigte registriert, mehr als 153.000 davon allein in der Landeshauptstadt Dili. Das Wahlalter wurde auf mindestens 16 Jahre gesenkt. Erstmals nahmen damit Wähler teil, die während der indonesischen Besatzung (1975–1999) noch nicht gelebt haben. 369.000 (51 %) der Wahlberechtigten sind zwischen 17 und 35 Jahre alt; zwischen 36 und 59 Jahren alt sind 118.000 (33 %). 16 % der Wähler sind 60 Jahre oder älter. 1.370 Wahlberechtigte sind (Stand Dezember 2016) 16 Jahre alt.
Jede Liste einer Partei oder Bündnisses muss 65 Kandidaten und 65 Ersatzkandidaten enthalten. Jeder dritte Kandidat muss eine Frau sein. Die Sitzverteilung erfolgt in der Reihenfolge auf den Listen. Die Sitze werden nach dem D’Hondt-Verfahren den Listen zugeteilt, wobei der letzte Sitz, im Fall mehrerer gleicher Höchstzahlen, der Partei mit den wenigsten Stimmen zugesprochen wird.
Den Vorschlag, die Drei-Prozent-Hürde auf eine Fünf-Prozent-Hürde zu erhöhen, lehnte die Regierung ab. Dafür wurde schließlich am 13. Februar vom Parlament eine Vier-Prozent-Hürde beschlossen. Die im Parlament vertretene FM hatte bei der letzten Wahl diese Hürde nicht erreicht.
Die Osttimoresen können zwischen 7 Uhr morgens und 15 Uhr nachmittags in 1121 Wahllokalen in 859 Wahlzentren und erstmals auch in Auslandsstellen in Australien (Sydney, Melbourne und Darwin), Südkorea (Seoul), Portugal (Lissabon) und Großbritannien (London) ihre Stimme abgeben. Da viele Osttimoresen sich nicht an ihrem Wohnort als Wähler haben registrieren lassen, schätzen die Wahlbehörden, dass die Hälfte der Wähler an ihren Heimatort in einen anderen Landesteil reisen muss. Die Regierung hat daher den 21. Juli zum gesetzlichen Feiertag erklärt, um das Reisen zu erleichtern. Laut dem Secretariado Técnico de Administração Eleitoral (STAE) sind 764.858 Wähler registriert. 163.129 davon allein in der Hauptstadtgemeinde Dili, weswegen es hier alleine 187 Wahllokale und 83 Wahlzentren gibt. In Baucau leben 87.057 Wähler, in Ermera 77.190 und Bobonaro 64.008. Die wenigsten registrierten Wähler haben Aileu (30.344) und Manatuto (30.344). 1.101 Wähler wurden in Australien registriert, 589 in Portugal, 208 in Großbritannien und 227 in Südkorea.
Der offizielle Wahlkampf begann am 20. Juni und läuft bis zum 19. Juli. Nach dem Wahltag am 22. Juli soll die Auszählung auf kommunaler Ebene bis zum 24. Juli abgeschlossen sein. Das Endergebnis soll am 27. Juli feststehen. Die Bestätigung des Wahlergebnisses erfolgt durch das Tribunal de Recurso de Timor-Leste bis zum 6. August.
Internationale Wahlbeobachter kamen von der Europäischen Union, geführt von fünf Mitgliedern des Europäischen Parlaments, von National Democratic Institute (NDI) und International Republican Institute (IRI) aus den Vereinigten Staaten, australischen Organisationen und dem diplomatischen Corps in Dili.

## Kandidierende Parteien

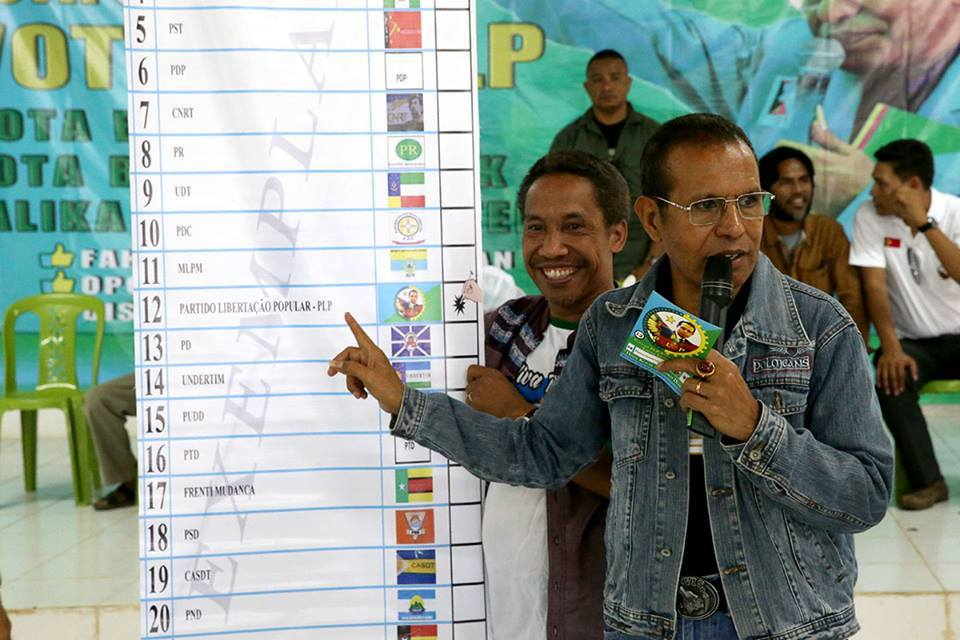
Taur Matan Ruak (PLP) erklärt den Stimmzettel bei einer Wahlkampfveranstaltung

Von den Anfang 2017 bestehenden 31 registrierten Parteien in Osttimor hatten am 30. Mai nur União Democrata-Crista de Timor (UDC), KHUNTO und Partido Socialista de Timor (PST) ihre Wahllisten eingereicht. 27 Parteien hatten sich Formulare für die Listen abgeholt, aber noch nicht ausgefüllt beim Tribunal de Recurso de Timor-Leste abgegeben. Gerichtspräsident Deolindo dos Santos wies darauf hin, dass das oberste Gericht des Landes nur bis 18 Uhr am 1. Juni abgegebene Wahllisten akzeptieren würde.
Schließlich wurden insgesamt 23 Wahllisten eingereicht, wobei eine Liste aus dem Parteienbündnis Bloku Unidade Popular (BUP) besteht. Unter den antretenden Parteien waren auch alle vier bisher im Parlament vertretenen Fraktionen CNRT, FRETILIN, PD und FM.
Erstmals traten PLP, die Centro Acção Social Democrata Timorense (CASDT), die Partido Esperança da Pátria (PEP), die Partidu Unidade Dezenvolvimentu Demokratiku (PUDD) und die Movimentu Libertasaun ba Povu Maubere (MLPM) an.
Unklar war zunächst, ob die Associação Social-Democrata de Timor (ASDT) zur Wahl zugelassen wird. Wie bereits 2012 gingen zwei verschiedene Wahllisten aus verschiedenen Gruppierungen der Partei beim Tribunal de Recurso ein. Eine vom Parteiführer João Andre Avelino Correia, eine vom Parteipräsidenten Francisco da Silva und Generalsekretär Norberto Pinto. Falls die ASDT noch zugelassen worden wäre, wäre die Liste Silvas und Pintos anerkannt worden. Die Zulassung wurde aber schließlich verwehrt.
Nicht zur Wahl traten fünf registrierte Parteien an. Die Partido Republika Nacional Timor Leste (PARENTIL) schied kurzfristig aus dem Wahlbündnis BUP aus und stellte keine eigene Liste auf. Die Partido Nasionalista Timorense (PNT) hatte bereits 2012 ihre Wahlliste zu spät eingereicht und daher bei der Wahl nicht teilgenommen. Auch dieses Mal kam keine Wahlliste rechtzeitig beim Gericht an. Der Partido Trabalhista Timorense (PTT) war bei der letzten Wahl mit einer gemeinsamen Liste mit der Klibur Oan Timor Asuwain KOTA angetreten, doch diese existierte nun nicht mehr. Eine eigene Liste kam von der PTT nicht. Bei den Präsidentschaftswahlen Anfang des Jahres hatte ihre Parteivorsitzende Angela Freitas noch 0,84 % der Stimmen geholt. Ebenfalls keine Kandidaten stellten die Partido Unidade Nacional (PUN) und die Partidu Democrática Liberal (PDL) auf.
Bis zum 11. Juni lief die letzte Überprüfung der eingereichten Anträge. Dabei fiel noch die Partido do Povo de Timor (PPT) raus. Sie hatte die notwendigen Zulassungskriterien nicht erfüllt. Bereits 2012 war die PPT nicht zugelassen worden, weil sie ihre Wahlliste zu spät eingereicht hatte. Am 15. Juni wurde die Reihung auf den Stimmzettel ausgelost.

## Wahlkampf

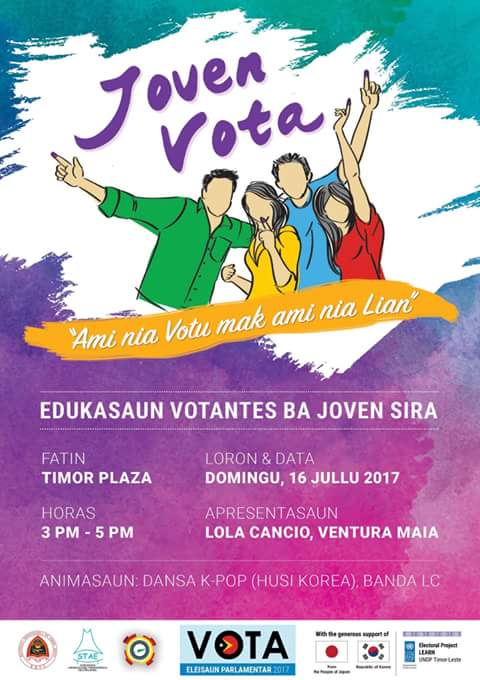
Aufruf an die Jugend zur Teilnahme an der Wahl

Beobachter stellten eine zunehmende Professionalisierung des Wahlkampfes in Osttimor fest. Plakate von FRETILIN und CNRT dominierten das Straßenbild, aber auch Werbung von UDT und PLP waren zu sehen. Der CNRT setzte auf seine Führungsfigur Xanana Gusmão als Aushängeschild. Zunutze machte man sich den ausgelosten Stimmzettelplatz durch das Kürzel „CR7“, ein Verweis auf den auch in Osttimor populären Fußballspieler Cristiano Ronaldo. Mit Drohnen machte der CNRT Luftaufnahmen von unter der CNRT-Regierung fertiggestellter Infrastruktur und anderen Entwicklungen im Land. Das Video wurde über soziale Netzwerke und in Fernsehspots auf RTTL und dem neuen Privatsender GMN TV verbreitet. Auch die FRETILIN warb mit Videos, die ein lebendiges und aktives Land zeigen. Man fokussierte den Wahlkampf auf die junge Bevölkerung und nutzte ebenfalls die sozialen Netzwerke. Statt nur mit den lokalen Führern zu reden, ging man auch auf die Märkte und in die Parks und verteilte Werbematerial und Programme. Ebenfalls auf soziale Netzwerke setzte die neue PLP, die weniger Geld als die beiden großen Parteien zur Verfügung hatte. Geführt wurde der PLP-Wahlkampf von jungen Leuten, viele von ihnen ehemalige Journalisten aus dem Presseamt des Staatspräsidenten Taur Matan Ruak, wie Fidelis Leite Magalhães, der neben dem ehemaligen Präsidenten in Fernsehdebatten für die PLP auftrat. Die Veröffentlichungen und Debatten im Internet erreichten täglich 400.000 Osttimoresen, gut ein Drittel der Bevölkerung. Während die beiden großen Parteien in den jeweiligen Gemeinden zentrale Wahlkampfveranstaltungen durchführten, wohin Unterstützer (Militantes) aus allen Ecken herangefahren wurden, führte die PLP ihre Wahlkampfveranstaltungen in kleinerem Rahmen auf der Ebene der Verwaltungsämter aus. Zum einen lag das am geringeren Budget, zum anderen stand hier die Idee der Graswurzelbewegung Pate. Unterstützung erhielt die PLP im Wahlkampf durch die Amigos de Taur Matan Ruak (A-TMR). Diese Bewegung wurde unter anderem von Jorge da Conceição Teme, Mitglied in der Frenti-Mudança, und Abílio Araújo, Vorsitzender der Partido Nasionalista Timorense PNT, gegründet. Andere Mitglieder gehörten zum CNRT, zur FRETILIN und zu weiteren Parteien. Trotz ihrer Zugehörigkeit zu anderen Parteien traten die Amigos bei PLP-Veranstaltungen auf und warben bei Hausbesuchen für Taur Matan Ruak und die PLP.
Die PLP setzte im Wahlkampf vor allem bei der Frage der Landesentwicklung andere Akzente als die FRETILIN und der CNRT. Statt Großprojekte, wie die Sonderwirtschaftszone in Oe-Cusse Ambeno und das Tasi-Mane-Projekt an der Südküste, wollte die PLP den Schwerpunkt auf eine medizinische Grundversorgung und Bildungs- und Landwirtschaftsprogramme für die Bevölkerung legen. Oe-Cusse Ambeno stand unter der Führung des FRETILIN-Politikers Marí Alkatiri, während das Südküstenprojekt in Cova Lima dem CNRT zugeschrieben wurde. Die PLP kritisierte zum Beispiel, dass es zwar eine neue Autobahn entlang der Südküste gab, die wichtigere Verbindungsstraße von Suai nach Dili aber weiterhin in schlechtem Zustand war.
Die KHUNTO war 2012 nur knapp an der damaligen Drei-Prozent-Hürde gescheitert. Der Partei werden besonders enge Beziehungen zu großen lokalen Martial-Arts-Gruppen nachgesagt. Ihre Kampagne richtete sie vor allem auf die arbeitslose und desillusionierte Jugend aus.
Der parteiunabhängige ehemalige Präsident und Premierminister, Friedensnobelpreisträger José Ramos-Horta, fiel in den sozialen Medien durch lobende Worte für die Stabilisierung des Landes durch die FRETILIN-Politiker Alkatiri und Francisco Guterres auf. Allerdings folgten später ähnliche Worte über den CNRT-Chef Xanana Gusmão und den Aufruf an PLP-Führer Taur Matan Ruak, sich mit ihm zu versöhnen.
Der Wahlkampf verlief insgesamt friedlich. Nur in der Gemeinde Baucau gab es Beschwerden von der FRETILIN, dass ehemalige Guerilla versucht hätten, Wähler einzuschüchtern.
Am letzten Tag des offiziellen Wahlkampfes, dem 19. Juli, führte die PLP ihre Abschlussveranstaltung am Flughafen Baucau durch, die FRETILIN versammelte ihre Anhänger am Denkmal Nicolau Lobatos in Dili. Das Moratorium bis zum Wahltag wurde allgemein befolgt. Am 20. Juli waren die Wahlplakate aus dem Straßenbild verschwunden. Nur in den sozialen Netzwerken kursierten weiter Bilder der Abschlussveranstaltungen der Parteien.

## Ergebnis und Koalitionsverhandlungen

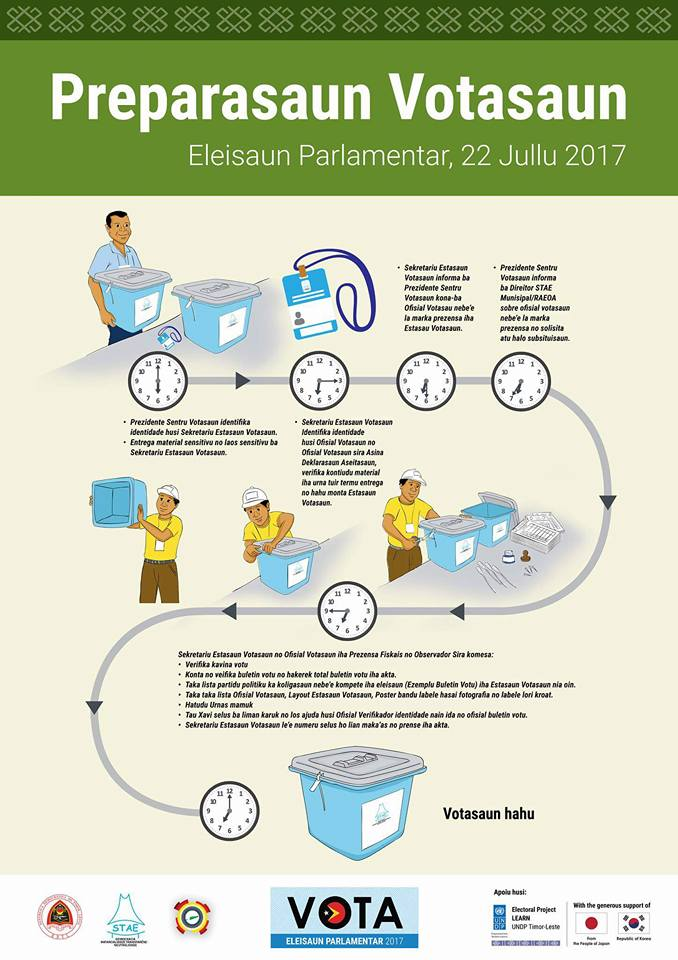
Ablauf der Stimmauszählung

Das erste vorläufige Endergebnis wurde am 24. Juli veröffentlicht, am 27. Juli gab die CNE das offizielle Ergebnis heraus, dass am 1. August vom Obersten Gericht bestätigt wurde.
Bei den Wahlen gaben 283.350 Frauen und 300.606 Männer ihre Stimme ab. Die Wahlbeteiligung war mit 76,74 % etwas höher, als bei den Präsidentenwahlen, und nahezu gleich, wie 2012.
Nach dem Endergebnis wurde die FRETILIN mit 29,7 % stärkste Kraft, gefolgt vom CNRT mit 29,5 %. Der PLP gelang der Einzug in das Parlament mit 10,6 %, genauso wie der PD mit 9,8 % und der 2012 noch knapp gescheiterten KHUNTO mit 6,4 %. Die Frenti-Mudança scheiterte ebenso wie die anderen Parteien an der 4-Prozent-Hürde. Nachdem die PD ihren Stimmenanteil nahezu halten konnte, vermuteten Analysten, dass die PLP hauptsächlich von den Verlusten des CNRT profitieren konnte. Auch wird ihr ein großer Erfolg unter den Erstwählern zugeschrieben, die 20 % der Wählerschaft ausmachten.
Die FRETILIN holte die meisten Stimmen in der Exklave Oe-Cusse Ambeno, den Wahllokalen in Australien und Portugal und in ihren Hochburgen Baucau, Lautém, und Viqueque, den Gemeinden im Osten. Der CNRT war stärkste Kraft im Westteil des Hauptstaatsgebietes und in den Wahllokalen in Südkorea und Großbritannien. Die PLP wurde in der Gemeinde Baucau und den Wahllokalen in Australien und Portugal noch vor dem CNRT zweitstärkste Kraft, die PD dafür in Cova Lima vor der FRETILIN.
FRETILIN und CNRT begannen kurz nach der Wahl mit Gesprächen über eine große Koalition. Am 4. August erklärte Gusmão seinen Rücktritt als Parteivorsitzender des CNRT und erklärte gleichzeitig, dass seine Partei in keine Regierung eingehen solle, da sie vom Wähler abgewählt worden sei. CNRT-Mitgliedern ließ Gusmão aber die Möglichkeit offen, Mitglied des Kabinetts zu werden. Die Verhandlungen mit der FRETILIN führte CNRT-Generalsekretär Francisco Kalbuadi Lay weiter. Nachdem sich aber ein außerordentlicher Kongress des CNRT gegen eine Koalition ausgesprochen hatte, kündigte die FRETILIN Gespräche mit den drei anderen Parteien im Parlament an. Die PD forderte hier allerdings Ministerposten, die die FRETILIN nie abtreten könnte. Taur Matan Ruak kündigte bereits früh an, dass die PLP eine aktive Oppositionsrolle im Parlament spielen wolle. Das bestätigte die PLP in den Verhandlungen mit der FRETILIN, man werde aber keine Neuwahlen erzwingen oder den Haushalt blockieren. Daher liefen die Verhandlungen auf eine Minderheitsregierung von FRETILIN und KHUNTO, unter Duldung der PD hinaus. Später erklärte FRETILIN-Generalsekretär Marí Alkatiri, die Koalitionsverhandlungen mit der PLP seien daran gescheitert, dass sie für Fidelis Leite Magalhães das Amt des Parlamentspräsidenten haben wollten. Für ihn fehlte aber die Unterstützung.
Die Abgeordneten des neugewählten Parlaments sollten am 21. August vereidigt werden, doch verschob man dann die erste Sitzung. Man wollte auf die Rückkehr von Xanana Gusmão warten. Er befand sich im Ausland für Verhandlungen zu den Grenzstreitigkeiten zwischen Australien und Osttimor. Solange agierten altes Parlament und Regierung als Übergang. Die Nichtregierungsorganisation Fundasaun Mahein kritisierte, dass dies nicht der Verfassung entspräche, da innerhalb von 15 Tagen nach Bestätigung des Ergebnisses durch das Oberste Gericht, das neue Parlament hätte zusammentreten müssen.
Nach Gusmãos Rückkehr trat das Parlament erstmals am 5. September 2017 zusammen. Zum Parlamentspräsidenten wurde Aniceto Guterres Lopes (FRETILIN) mit 33 von 65 Stimmen gewählt. Damit fehlten ihm zwei Stimmen aus dem Bündnis von FRETILIN, KHUNTO und PD. Sein Gegenkandidat, der bisherige Parlamentspräsident Adérito Hugo da Costa (CNRT) erhielt 32 Stimmen.
Am 12. September bestätigte Marí Alkatiri, dass er von der Koalition aus FRETILIN, PD und KHUNTO als Premierminister nominiert werden soll. Dem bisherigen Regierungschef Rui Maria de Araújo fehlte die Unterstützung in der eigenen Partei. Alkatiri war bereits von 2002 bis 2006 Premierminister, musste aber aufgrund der Unruhen in Osttimor 2006 vorzeitig zurücktreten. Am 13. September unterzeichneten Alkatiri und der PD-Vorsitzende Mariano Sabino Lopes den Koalitionsvertrag. Nicht dabei waren aber Vertreter der KHUNTO. Es war zu einem internen Streit über die Regierungsbeteiligung gekommen. Obwohl FRETILIN und PD nicht über eine Mehrheit im Parlament verfügten, ernannte Staatspräsident Guterres am 14. September Alkatiri zum Premierminister und erteilte ihm den Auftrag zur Regierungsbildung. KHUNTO kündete aber an, weiter mit FRETILIN und PD kooperieren zu wollen. Am 15. September wurden Alkatiri als Premierminister und die ersten Angehörigen seines Kabinetts vereidigt.
| Ergebnis | |                                                               |                         |                       |                              |                  |                  |                              |
|          | Nr. auf Stimmzettel | Partei/Bündnis                                                | Politische Ausrichtung  | Stimmanteil 2012      | Sitze im Parlament 2012–2017 | Stimmanzahl 2017 | Stimmanteil 2017 | Sitze im Parlament 2017–2018 |
| 1        | Bloku Unidade Popular BUP aus Partido Milénio Democrático PMD, Partidu Liberta Povu Aileba PLPA und Partido Democrática Republica de Timor PDRT | PMD: Abspaltung der PSD PLPA: Abspaltung von der ASDT PDRT: ? | 1,51 % (inkl. PARENTIL) | -                     | 4.999                        | 0,9 %            | -                |                              |
| 2        | Associação Popular Monarquia Timorense APMT | monarchistisch, Abspaltung von der KOTA                       | 0,84 %                  | -                     | 5.461                        | 1,0 %            | -                |                              |
| 3        | Kmanek Haburas Unidade Nasional Timor Oan KHUNTO                                                                                                | ?                                                             | 2,97 %                  | -                     | 36.547                       | 6,4 %            | 5                |                              |
| 4        | Partido Esperança da Pátria PEP | ?                                                             | Neugründung             | Neugründung           | 6.775                        | 1,2 %            | -                |                              |
| 5        | Partido Socialista de Timor PST | marxistisch-leninistisch                                      | 2,41 %                  | -                     | 4.891                        | 0,9 %            | -                |                              |
| 6        | Partido do Desenvolvimento Popular PDP | ?                                                             | 0,40 %                  | -                     | 2.079                        | 0,4 %            | -                |                              |
| 7        | Congresso Nacional da Reconstrução Timorense CNRT                                                                                               | konservativ                                                   | 36,66 %                 | 30                    | 167.345                      | 29,5 %           | 22               |                              |
| 8        | Partidu Republikanu PR | Mitte, sozialdemokratisch                                     | 0,91 %                  | -                     | 3.951                        | 0,7 %            | -                |                              |
| 9        | União Democrática Timorense UDT | rechts konservativ                                            | 1,13 %                  | -                     | 11.255                       | 2,0 %            | -                |                              |
| 10       | Partido Democrata Cristão PDC | christlich                                                    | 0,19 %                  | -                     | 1.764                        | 0,3 %            | -                |                              |
| 11       | Movimentu Libertasaun ba Povu Maubere MLPM | Mitte links                                                   | Neugründung             | Neugründung           | 1.332                        | 0,2 %            | -                |                              |
| 12       | Partidu Libertasaun Popular PLP | Mitte rechts                                                  | Neugründung             | Neugründung           | 60.098                       | 10,6 %           | 8                |                              |
| 13       | Partido Democrático PD | Mitte rechts                                                  | 10,31 %                 | 8                     | 55.608                       | 9,8 %            | 7                |                              |
| 14       | União Nacional Democrática de Resistência Timorense UNDERTIM                                                                                    | ?                                                             | 1,49 %                  | -                     | 1.216                        | 0,2 %            | -                |                              |
| 15       | Partidu Unidade Dezenvolvimentu Demokratiku PUDD                                                                                                | ?                                                             | Neugründung             | Neugründung           | 15.887                       | 2,8 %            | -                |                              |
| 16       | Partido Timorense Democrático PTD | ?                                                             | 0,54 %                  | -                     | 661                          | 0,1 %            | -                |                              |
| 17       | Frenti-Mudança FM | sozialdemokratisch, Abspaltung von der FRETILIN               | 3,11 %                  | 2                     | 8.849                        | 1,6 %            | -                |                              |
| 18       | Partido Social Democrata PSD | konservativ                                                   | 2,15 %                  | -                     | 4.688                        | 0,8 %            | -                |                              |
| 19       | Centro Acção Social Democrata Timorense CASDT                                                                                                   | Abspaltung von der ASDT                                       | Neugründung             | Neugründung           | 2.330                        | 0,4 %            | -                |                              |
| 20       | Partido do Desenvolvimento Nacional PDN | konservativ, Abspaltung von der PSD                           | 1,99 %                  | -                     | 3.846                        | 0,7 %            | -                |                              |
| 21       | Frente Revolucionária do Timor-Leste Independente FRETILIN                                                                                      | links                                                         | 29,87 %                 | 25                    | 168.480                      | 29,7 %           | 23               |                              |
| -        | Partido do Povo de Timor PPT | monarchistisch                                                | 2012 nicht zugelassen   | 2012 nicht zugelassen | nicht zugelassen             | nicht zugelassen | nicht zugelassen |                              |
| -        | Associação Social-Democrata de Timor ASDT | konservativ                                                   | 1,80 %                  | -                     | nicht zugelassen             | nicht zugelassen | nicht zugelassen |                              |
| -        | Partido Unidade Nacional PUN | Mitte, christdemokratisch                                     | 0,68 %                  | -                     | nicht angetreten             | nicht angetreten | nicht angetreten |                              |
| -        | Partido Republika Nacional Timor Leste PARENTIL                                                                                                 | konservativ                                                   | 0,66 % (inkl. PMD)      | -                     | nicht angetreten             | nicht angetreten | nicht angetreten |                              |
| -        | Partido Trabalhista Timorense PTT | sozialistisch                                                 | 0,56 % (inkl. KOTA)     | -                     | nicht angetreten             | nicht angetreten | nicht angetreten |                              |
| -        | Partidu Democrática Liberal PDL | rechts-liberal                                                | 0,47 %                  | -                     | nicht angetreten             | nicht angetreten | nicht angetreten |                              |
| -        | Partido Nasionalista Timorense PNT | nationalistisch                                               | 2012 nicht zugelassen   | 2012 nicht zugelassen | nicht angetreten             | nicht angetreten | nicht angetreten |                              |

| Wahlbeteiligung und ungültige Stimmen |         |          |
| | Stimmen | %        |
| gültige Stimmen | 568.070 | 97,28 %  |
| ungültige Stimmen (nulos)* | 11.711  | 2,01 %   |
| leere Stimmzettel (mamuk) | 4.097   | 0,70 %   |
| zurückgewiesene Stimmzettel (rejeitados) | 49      | 0,01 %   |
| verwaiste Stimmzettel (abandonados) | 29      | 0,01 %   |
| Gesamt (Wahlbeteiligung: 76,74 %) | 583.956 | 100,00 % |
| * Mit „nulos“ werden Stimmzettel gewertet, bei denen die Wahl nicht eindeutig ist, z. B. bei Lochungen bei zwei Parteien oder außerhalb der Kästchen, so dass eine Zuordnung nicht möglich ist. |         |          |